# Johann Gottlob Harrer
(Johann) Gottlob Harrer (Görlitz, 1703 – Karlovy Vary, 9 de juliol de 1755) fou un compositor i director de cors alemany.
El 1750 succeí a Bach com a cantor de l'església de Sant Tomàs de Leipzig. Es dedica especialment, a la composició instrumental, citant-se de Harrer, 24 simfonies, 24 parts de diversos concerts, 51 duos per a flauta i sonates per a piano, però també deixà oratoris, passions i salms, molts dels quals manuscrits es conserven en la Biblioteca Municipal de Leipzig i en la Nacional de Berlín.